# Yim Pil-sung
Yim Pil-sung (hangul 임필성, nascut el 13 de maig de 1972) és un director de cinema i guionista de Corea del Sud. Va escriure i dirigir Antarctic Journal (2005), Hansel and Gretel (2007) i Scarlet Innocence  (2014).

## Carrera

### Curtmetratges
Yim Pil-sung va començar a dirigir curtmetratges el 1997, amb Souvenir com a primer. Brushing (1998), sobre un adolescent amb sobrepès que es queda sol a casa amb el seu avi senil, va ser convidat al Festival del Curtmetratge de Clermont-Ferrand. Baby (1999) projectat al Festival de Cinema de Venècia i al Festival Internacional de Cinema de Karlovy Vary. Mobile (protagonitzat per Park Hae-il, Yoon Jin-seo, i Yoon Je-moon) es va incloure a la omnibus de 2003 Show Me.

### Antarctic Journal
El 2005, va fer el seu debut al llargmetratge amb Antarctic Journal, una història de sis exploradors de Corea del Sud en una expedició per arribar a un dels punts més remots del pol Sud , fins que comencen a produir-se morts misterioses mentre la psique humana s'aprofita a si mateixa enmig del paisatge gelat i àrid. La pel·lícula de gran pressupost va protagonitzar Song Kang-ho i Yoo Ji-tae, i es va rodar a Nova Zelanda. It won the Best Feature Film award in the Orient Express-Casa Asia section of the 38th Sitges Film Festival.
Aleshores, Yim va interpretar un petit paper secundari a la pel·lícula de monstres de Bong Joon-ho The Host (2006), com a treballador de collar blanc que traeix el seu amic de la universitat. Havia acceptat aparèixer a la pel·lícula a canvi que Bong coescrigués el guió a Antarctic Journal.

### Hansel and Gretel
Amb el seu segon llargmetratge de direcció, Yim es va establir com un director de pel·lícules de gènere, les obres del qual exploren les profunditats del terror i la fantasia. Inspirat pel conte def ades titular, a Hansel and Gretel (2007) un home jove (Chun Jung-myung) es perd en un bosc i s'ensopega amb una casa on habiten tres nens estranys (Shim Eun-kyung, Eun Ji -won i Jin Ji-hee) que es neguen a deixar-lo marxar.Va rebre una menció especial al 12è Festival Internacional de Cinema Fantàstic de Puchon el 2008 i va guanyar dos premis al 29è Fantasporto el 2009, el Premi Especial del Jurat al concurs de fantasia i a la millor pel·lícula al Barra lateral d'Orient Express.
Malgrat els elogis per les seves visuals sorprenents i els dos sorprenents girs narratius, de les pel·lícules de Yim no van tenir èxit a taquilla, la qual cosa va fer que tingués dificultats per trobar finançament per als seus projectes d'èxit.

### Doomsday Book
El 2007, Yim i Kim Jee-woon (com a codirectors) van començar a filmar la ciència-ficció omnibus Doomsday Book . Però els problemes de finançament van frenar la producció; es va resumir el 2010 i la pel·lícula es va estrenar el 2012. Yim va escriure i dirigir dos dels tres segments de la pel·lícula. Ambdues comèdies negres, el primer segment A Brave New World tracta sobre una invasió de zombis causada per carn contaminada (protagonitzada per Ryoo Seung-bum), mentre que el tercer segment Happy Birthday tracta d'una família que s'amaga en un refugi subterrani mentre un asteroide en forma de bola 8 elimina la humanitat (protagonitzada per Jin Ji-hee). Doomsday Book va guanyar el primer premi al 16è FanTasia, el premi Cheval Noir a la millor pel·lícula.
A continuació, Yim havia planejat dirigir un thriller dramàtic sobre una expatriat estatunidenc casada que s'enamora d'una femme fatale coreana. Amb el títol Flower of Evil, va entrar en preproducció el 2009, però finalment es va arxivar. Weekend Prince, na comèdia sobre tres homes d'uns trenta anys que s'emborratxen un cap de setmana (a la qual s'hi adjuntaven Park Hae-il i Song Sae-byeok), tampoc no es va dur a terme.
El 2010, dotze directors i directors de fotografia coreans van rodar curtmetratges amb l'iPhone 4 per a l'iPhone 4 Film Festival (més tard rebatejat com a Olleh Smartphone Film Festival). El curt de Yim Super Nerds: No Pain No Gain és una comèdia sobre dos apassionats fans de l'iPhone i el seu viatge per trobar algú que pugui adjuntar un protector de pantalla als seus iPhones acabats de comprar sense que es formin bombolles d'aire (títol en coreà Super Deokhu, "deokhu" prové de la paraula japonesa "otaku").
L'any 2013, Yim va protagonitzar dues pel·lícules d'estil fals documental. A Behind the Camera d’E J-yong, un cineasta absent intenta dirigir una pel·lícula a distància mitjançant Skype.Després a la comèdia de Bong Man-dae Playboy Bong, Yim va interpretar un director que filmava una pel·lícula eròtica de terror a Bali que és substituïda quan el productor de la pel·lícula és en desacord amb les escenes de sexe.

### Scarlet Innocence
Set anys després d'Hansel i Gretel, Yim va tornar amb el seu tercer llargmetratge el 2014. Scarlet Innocence és una narració moderna del clàssic conte popular coreàSimcheongga; a l'original, una noia virtuosa anomenada Shim Chung es sacrifica perquè la vista del seu pare es recuperi. Però a la pel·lícula negra de Yim, un professor universitari que sucumeix gradualment a la ceguesa es trasllada a una ciutat rural i comença una aventura obsessiva amb una jove de 17 anys més jove que ell (interpretada per Jung Woo-sung i Esom, respectivament). Scarlet Innocence va fer la seva estrena mundial al Festival Internacional de Cinema de Toronto de 2014.

## Filmografia
- A Bit Bitter  (curtmetratge, 1996) - planificador
- Souvenir  (curtmetratge, 1997) - director, guionista
- Brushing  (curtmetratge, 1998) - director, guionista, editor, productor
- Baby  (curtmetratge, 1999) - director, guionista, productor
- No Blood No Tears (2002) - extra
- Mobile  (curtmetratge, 2003) - director, guionista
- Antarctic Journal (2005) - director, guionista
- The Host (2006) - actor
- Hansel dnd Gretel (2007) - director, guionista
- A Night on Earth  (curtmetratge, 2010) - actor
- Super Nerds: No Pain No Gain  (curtmetratge, 2010) - director, guionista
- Doomsday Book (2012) - director, guionista
- Waiting for Jang Joon-hwan  (curtmetratge, 2012) - cameo
- Behind the Camera (2013) - cameo
- Playboy Bong (2013) - actor
- Scarlet Innocence (2014) - director, guionista
- Persona (sèrie d'antologia, 2019) - director, guió